# Amphiglossus minutus
Amphiglossus minutus är en ödleart som beskrevs av  Christopher John Raxworthy och NUSSBAUM 1993. Amphiglossus minutus ingår i släktet Amphiglossus och familjen skinkar.
Artens utbredningsområde är Madagaskar. Inga underarter finns listade i Catalogue of Life.